# 景东冬青
景东冬青（学名：Ilex gingtungensis）为冬青科冬青属的植物，是中国的特有植物。分布于中国大陆的云南等地，生长于海拔1,800米至2,500米的地区，多生长于山坡常绿阔叶林中或路旁，目前已由人工引种栽培。